# Autódromo Juan y Oscar Gálvez
L'Autódromo Juan y Oscar Gálvez, également appelé Autódromo Municipal de la ciudad de Buenos Aires ou tout simplement Autódromo de Buenos Aires est un circuit automobile permanent situé dans un parc au sud des faubourgs de Buenos Aires, en Argentine. L'Autódromo 17 de Octubre, nom originel du circuit, est construit en 1952 sur un terrain totalement plat, par la volonté du président argentin Juan Peron ; il prendra plus tard le nom du pilote argentin Oscar Alfredo Gálvez, après la mort de ce dernier en 1989 avant de devenir l'Autódromo Juan y Oscar Gálvez en 2008, ajoutant le nom du frère d'Oscar, Juan, tué en course en 1963.
Ses atouts principaux sont de proposer plusieurs configurations de tracés possibles et le fait que les spectateurs ont une excellente vue sur l'ensemble du circuit. Lors de sa conception, il était particulièrement rapide et la piste avait la forme d'un triangle. Il a par la suite reçu de nombreuses améliorations et des modifications de tracés. Le circuit a été utilisé pour disputer des Grands Prix de Formule 1 mais également des courses d'endurance comme les 1 000 km de Buenos Aires (de 1954 à 1960 avec utilisation complémentaire d'une portion d'autoroute proche du circuit, puis de 1970 à 1972 uniquement sur le circuit) ou des épreuves motocyclistes entre 1961 et 1999.

## Les différents développements du circuit
Son développement initial était de 3,912 kilomètres avec sept virages et trois chicanes et a accueilli le Grand Prix automobile d'Argentine de 1953 à 1960.
En 1972 et 1973, le Grand Prix d'Argentine s'est déroulé sur un nouveau tracé légèrement plus court développant 3,345 km du fait du raccourcissement de la zone du « toboggan », le reste du circuit n'étant pas modifié.
Entre 1974 et 1981, le Grand Prix s'est déroulé sur un circuit profondement remanié de 5,968 km de long. La ligne droite a reçu des esses del ciero, et seuls les virages de Viborita, Ombu et Horovilla ont été conservés. Deux nouvelles lignes droites sont apparues, la Recta del fondo et la Recta del lago, reliées entre elles par le virage Salotto.
De 1995 à 1998, le circuit développe 4,259 km et les aménagements créés en 1974 sont abandonnés ; le circuit s'interrompt désormais au niveau des esses del ciero de la ligne droite et reçoit une série de virages pour rejoindre la fin de la Recta del lago. Du circuit originel de 1953 ne reste que l'enchaînement Viborita - Ombu - Horovilla.
Dépassé sur le plan de la sécurité, le circuit se voit retiré par la FIA son agrément pour l'organisation de courses de Formule 1 en 1998. Le championnat du monde Moto GP retire le circuit de son calendrier l'année suivante.
En juillet 2025, il est annoncé que le Grand Prix d'Argentine de MotoGP y fera son retour à partir de 2027, après des travaux de rénovation et de mise aux normes menés par l'entreprise de Hermann Tilke.

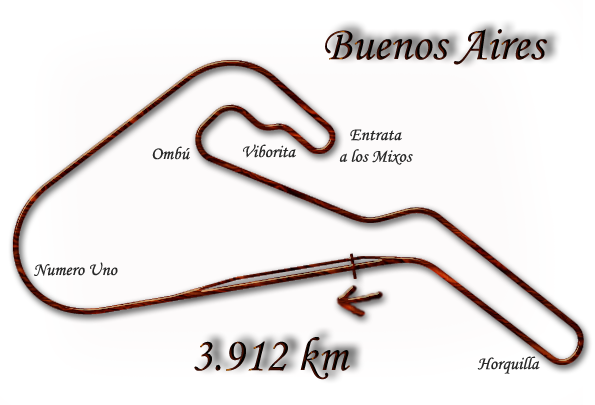
1953-1960.
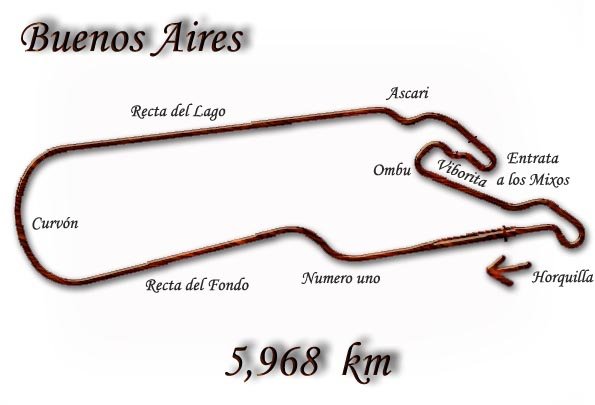
1974-1981.
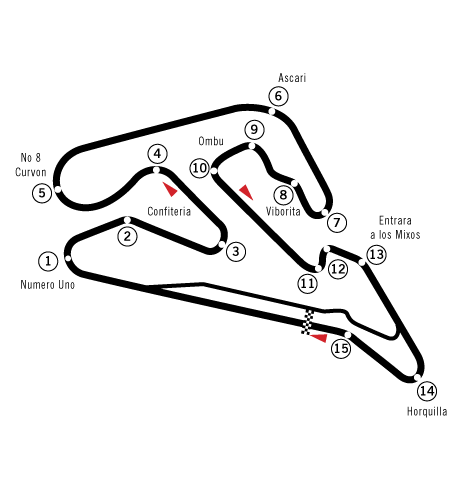
1995-1998.

## Les Grands Prix de Formule 1 sur le circuit de Buenos Aires
| Saison | Date       | Vainqueur                        | Voiture          | Résultat  |
| ------ | ---------- | -------------------------------- | ---------------- | --------- |
| 1953   | 18 janvier | Alberto Ascari                   | Ferrari          | Résultats |
| 1954   | 17 janvier | Juan Manuel Fangio               | Maserati         | Résultats |
| 1955   | 16 janvier | Juan Manuel Fangio               | Mercedes-Benz    | Résultats |
| 1956   | 17 janvier | Juan Manuel Fangio & Luigi Musso | Ferrari          | Résultats |
| 1957   | 13 janvier | Juan Manuel Fangio               | Maserati         | Résultats |
| 1958   | 19 janvier | Stirling Moss                    | Cooper-Climax    | Résultats |
| 1960   | 7 février  | Bruce McLaren                    | Cooper-Climax    | Résultats |
| 1971   | 24 janvier | Chris Amon                       | Matra            | Résultats |
| 1972   | 23 janvier | Jackie Stewart                   | Tyrrell-Ford     | Résultats |
| 1973   | 28 janvier | Emerson Fittipaldi               | Lotus-Ford       | Résultats |
| 1974   | 13 janvier | Denny Hulme                      | McLaren-Ford     | Résultats |
| 1975   | 28 janvier | Emerson Fittipaldi               | McLaren-Ford     | Résultats |
| 1977   | 9 janvier  | Jody Scheckter                   | Wolf-Ford        | Résultats |
| 1978   | 15 janvier | Mario Andretti                   | Lotus-Ford       | Résultats |
| 1979   | 21 janvier | Jacques Laffite                  | Ligier-Ford      | Résultats |
| 1980   | 13 janvier | Alan Jones                       | Williams-Ford    | Résultats |
| 1981   | 12 avril   | Nelson Piquet                    | Brabham-Ford     | Résultats |
| 1995   | 9 avril    | Damon Hill                       | Williams-Renault | Résultats |
| 1996   | 7 avril    | Damon Hill                       | Williams-Renault | Résultats |
| 1997   | 13 avril   | Jacques Villeneuve               | Williams-Renault | Résultats |
| 1998   | 12 avril   | Michael Schumacher               | Ferrari          | Résultats |

- L'édition 1971 du Grand Prix ne comptait pas pour le championnat du monde de Formule 1.

## Vainqueurs du Grand Prix moto d'Argentine
| Saison | 500 cm3                          | 350 cm3                | 250 cm3                         | 125 cm3                 | 50 cm3                 | Résultats |
| ------ | -------------------------------- | ---------------------- | ------------------------------- | ----------------------- | ---------------------- | --------- |
| 1961   | Jorge Kissling (Matchless)       | -                      | Tom Phillis (Honda)             | Tom Phillis (Honda)     | -                      | Résultats |
| 1962   | Benedicto Caldarella (Matchless) | -                      | Arthur Wheeler (Moto Guzzi)     | Hugh Anderson (Suzuki)  | Hugh Anderson (Suzuki) | Résultats |
| 1963   | Mike Hailwood (MV Agusta)        | -                      | Tarquinio Provini (Moto Morini) | Jim Redman (Honda)      | Hugh Anderson (Suzuki) | Résultats |
|        |                                  |                        |                                 |                         |                        |           |
| 1981   | -                                | Anton Mang (Kawasaki)  | Jean-François Baldé (Kawasaki)  | Angel Nieto (Minarelli) | -                      | Résultats |
| 1982   | Kenny Roberts (Yamaha)           | Carlos Lavado (Yamaha) | -                               | Angel Nieto (Garelli)   | -                      | Résultats |
|        |                                  |                        |                                 |                         |                        |           |
| 1987   | Eddie Lawson (Yamaha)            | -                      | Sito Pons (Honda)               | -                       | -                      | Résultats |
|        |                                  |                        |                                 |                         |                        |           |
| 1994   | Mick Doohan (Honda)              | -                      | Tadayuki Okada (Honda)          | Jorge Martínez (Yamaha) | -                      | Résultats |
| 1995   | Mick Doohan (Honda)              | -                      | Max Biaggi (Aprilia)            | Emilio Alzamora (Honda) | -                      | Résultats |
|        |                                  |                        |                                 |                         |                        |           |
| 1998   | Mick Doohan (Honda)              | -                      | Valentino Rossi (Aprilia)       | Tomomi Manako (Honda)   | -                      | Résultats |
| 1999   | Kenny Roberts, Jr. (Suzuki)      | -                      | Olivier Jacque (Yamaha)         | Marco Melandri (Honda)  | -                      | Résultats |

## Décès sur le circuit
- Le 9 mars 1952, pendant le VI Gran Premio General Juan Domingo Perón de la Ciudad de Buenos Aires, Félix Martinez part tout droit dans un virage et percute le mur avec sa MG TC.
- Le 18 janvier 1953, pendant le Grand Prix automobile d'Argentine 1953, neuf spectateurs  sont tués après qu'Alberto Ascari perde le contrôle de sa Ferrari 500 en tentant d'éviter un enfant dans la Curva NordEste. Deux spectateurs supplémentaires mourront après avoir été écrasés par une ambulance qui arrivait sur les lieux. On dénombre une cinquantaine de blessés. Enfin, un dernier spectateur est renversé par Alan Brown au volant de sa Cooper T20.
- Le 21 janvier 1954, lors des 1 000 kilomètres de Buenos Aires, Elie Bayol renverse un spectateur au volant de sa Gordini T15S.
- Le 25 janvier 1954, lors des 1 000 kilomètres de Buenos Aires, Eric Forrest Greene perd le contrôle de son Aston Martin DB3 qui part en tonneaux. Il sort vivant de l'accident mais ses vêtements sont en feu. Il essaye de trouver de l'aide mais la foule s'enfuit et les secours n'arrivent que trop tard, il mourra de ses blessures.
- Le 2 février 1954, lors du Grand Prix automobile d'Argentine 1954, Jorge Daponte perd le contrôle de sa Maserati A6GCM et vient percuter Enrico Platé, patron d'écurie, alors assis sur le muret des stands.
- Le 15 août 1954, lors d'une manche du Turismo Carretera, deux pilotes se percutent dans la ligne droite des stands, l'une d'entre elles fauche un commissaire de piste présent dans la voie des stands.
- Le 26 janvier 1958, lors des 1 000 kilomètres de Buenos Aires, Jorge Magnasco, alors au volant d'une Maserati 300S, part en tonneaux, est éjecté de son véhicule et termine écrasé par celle-ci.
- Le 31 janvier 1960, pendant les 1 000 kilomètres de Buenos Aires, Harry Blanchard percute la Porsche 718 RSK de son coéquipier Heini Walter et part en tonneaux.
- Le 16 février 1964, lors du Grand Prix automobile d'Argentine 1964, Albérico Passadore perd le contrôle de sa Lotus 27 et percute un talus.
- Le 17 août 1967, lors du Torneo Triangular Club YPF, José Giménez, copilote de Viale del Carril, meurt quand la Ford F-100 qu'ils pilotaient percute un grillage et explose.
- En avril 1969, lors d'une séance d'essais, Claudio Peluffo, copilote, meurt après que son véhicule ait percuté un mur.
- Le 13 juillet 1970, lors d'une course de karting, Alejandro Calafio perd le contrôle de sa machine et s'encastre dans le rail de sécurité.
- Le 9 janvier 1970, lors des essais des 1 000 kilomètres de Buenos Aires, la Porsche 908/02 de Richard Broström percute un commissaire de piste.
- Le 10 janvier 1971, lors des 1 000 kilomètres de Buenos Aires, Ignazio Giunti percute la Matra de Jean-Pierre Beltoise, alors en panne d'essence. La Ferrari 312 prend alors feu et Giunti meurt sur le coup.
- Le 1er avril 1978, pendant une manche du Campeonato Argentino de Turismo Carretera, Alberto Beguerie perd le contrôle de sa Ford Falcon après une crevaison et décèdera à l'hôpital.
- En 1983, lors d'essais privés, Tomas D'Aquino perd le contrôle de sa Crespi-Renault, sa voiture part en tonneaux et prend feu, hélas, aucune équipe de secours était présente sur le circuit.
- Le 7 août 1984, lors d'une séance d'essais pour la Turismo Carretera, Juan Carlos Cabrera meurt d'une crise cardiaque après avoir arrêté sa IKA Torino aux stands.
- Le 2 septembre 1984, lors du warm-up d'une course de Formule Renault, Óscar Franciscángelo percute les rails de sécurité et meurt.
- Le 16 mai 1993, lors du Campeonato Turismo Promocional, un commissaire de piste est percuté par la Fiat 128 de Fabian Pereyra-Grosso.
- Le 10 novembre 2002, lors d'une épreuve de TC Pista Final, un pilote, alors en panne mécanique, arrête sa voiture sur le bord de la piste. La safety car entre en scène. Sous une pluie battante, un concurrent heurte l'arrière d'un autre pilote, sa voiture part alors en tête-à-queue et fauche un mécanicien.
- Le 18 juin 2006, lors d'une épreuve de Turismo Zonal Pista, deux pilotes s'accrochent et ont un accident. Les secours arrivent mais une Fiat 128 sort de la piste au même endroit et vient percuter les carcasses des voitures déjà accidentées. Un médecin sera alors tué.